# Chamsk
Chamsk is een plaats in het Poolse district  Żuromiński, woiwodschap Mazovië. De plaats maakt deel uit van de gemeente Żuromin en telt 840
gęstość= inwoners.